# Realgar
Il realgar (simbolo IMA: Rlg è un minerale appartenente alla famiglia dei "solfuri e solfosali" con composizione chimica AsS; da un punto di vista chimico è un solfuro di arsenico.

## Etimologia e storia
Il nome realgar deriva dall'arabo رهج الغار (rahdsch al-ghar, 'polvere di miniera' perché questo minerale veniva estratto dalle miniere. Il minerale è noto come pigmento minerale già a Bisanzio almeno dall'inizio del XIII secolo e presumibilmente già conosciuto con un suo nome. Un'antica località del realgar nella Penisola Balcanica si trova ad Allchar, nella Repubblica di Macedonia.
Plinio il Vecchio nella sua Naturalis Historia cita il minerale come sandaraca o sandracca. Nel Medioevo, dagli alchimisti, che chiamavano il minerale risigallo, veniva usato come medicamento.
In arabo viene anche chiamato rhag al-far ('polvere per topi'), termine che fa riferimento al suo utilizzo come veleno per topi, noto fin dal Medioevo.
La prima descrizione fu fatta da Johan Gottschalk Wallerius, chimico e mineralogista svedese, nel 1747. La località tipo non è definita, poiché il realgar, detto anche arsenico rosso solforoso (in passato chiamato anche sandaracum), era già noto nell'antichità.

## Classificazione
La classica nona edizione della sistematica dei minerali di Strunz, aggiornata dall'Associazione Mineralogica Internazionale (IMA) fino al 2009, elenca il realgar nella classe "2. Solfuri e solfosali" e nella sottoclasse "2.F Solfuri d'arsenico, alcali; solfuri con alogeno, ossido, idrossido, H2O"; questa viene ulteriormente suddivisa in base alla composizione del minerale, in modo tale che il realgar possa essere trovato nella sezione "2.FA Con As, (Sb), S" dove è l'unico membro del sistema nº 2.FA.15a.
Tale classificazione viene mantenuta invariata anche nell'edizione successiva, proseguita dal database "mindat.org" e chiamata Classificazione Strunz-mindat.
Nella Sistematica dei lapis (Lapis-Systematik) di Stefan Weiß il realgar si trova nella classe dei "solfuri e solfosali (solfuri, seleniuri, tellururi, arseniuri, antimoniuri, bismuturi)" e da lì nella sottoclasse dei "solfuri con carattere non metallico"; qui è nella sezione dei "solfuri di arsenico" dove forma il sistema nº II/F.02 insieme a duranusite, dimorfite, bonazziite, pararealgar, alacránite, uzonite, anorpimento, orpimento e laphamite.
Anche la classificazione dei minerali secondo Dana, usata principalmente nel mondo anglosassone, elenca il realgar nella famiglia dei "solfuri e solfosali"; qui è nella classe dei "minerali di solfuro" e nella sottoclasse dei "solfuri – compresi seleniuri e tellururi – con composizione AmBnXp, con (m+n):p=1:1" dove forma il sistema nº 02.08.21 insieme a pararealgar, platinite e ad altri due nuovi minerali in attesa di un nome e per il momento chiamati UM1970-18-S:As e UM1970-19-S:As.

## Abito cristallino
Il realgar cristallizza nel sistema monoclino nel gruppo spaziale P21/n con i parametri reticolari a = 9,325(3) Å, b = 13,571(5) Å, c = 6,587(3) Å e β = 106,43°, oltre ad avere 16 unità di formula per cella unitaria.

## Origine e giacitura
Il realgar si trova comunemente come minerale di vene idrotermali a bassa temperatura associato a minerali di arsenico-antimonio, ma anche come prodotto di sublimazione vulcanica, nelle fumarole e nei depositi di sorgenti calde e in rocce sedimentarie (dolomie e scisti bituminosi). Inoltre si può trovare in giacimenti di metalli talvolta associato a orpimento, antimonite e altri solfuri. La paragenesi è con orpimento, arsenolite, altri minerali di arsenico, calcite e barite.
Il realgar è stato trovato in molti siti sparsi per il mondo.

## Forma in cui si presenta in natura
Il realgar si presenta in cristalli tozzi prismatici di colore rosso vivo, spesso striati di colore verde. Solitamente può essere anche rinvenuto in forma terrosa, grossolana o come incrostazione. Se esposto per lungo tempo a fonti luminose si altera, decomponendosi in una polvere dal colore giallo-rossastra.
Il realgar è trasparente con lucentezza da resinosa a grassa; il colore va dal rosso scuro al rosso-arancio, mentre il colore del suo striscio va dal rosso-arancio al rosso.

## Caratteristiche chimico-fisiche
Il realgar è composto dal 29,9% di zolfo e dal 70,1 % di arsenico; è parzialmente solubile negli acidi tra cui l'acido nitrico (HNO3), meglio in acqua regia. I campioni vanno tenuti al riparo dalla luce perché i cristalli si disintegrano facilmente se esposti, a causa del contenuto in arsenolite, orpimento, pararealgar e altri solfuri di arsenico, che sono fotosensibili.
In natura, il realgar si trova prevalentemente in forma pura. Ad esempio, l'analisi dei campioni minerali della valle di Binntal ha rivelato una composizione quasi ideale con impurità ridotte allo 0,11% in peso.

## Utilizzi
Questo minerale è usato per estrarre l'arsenico o per ottenere composti dello stesso elemento. In passato, mischiato con salnitro veniva utilizzato per fare i fuochi artificiali.